# NKo (Unicode)
NKo è un blocco Unicode. È costituito dai 59 caratteri compresi nell'intervallo U+07C0-U+07FF.
Introdotto nella versione 5.0 di Unicode, comprende i caratteri dell'alfabeto N'Ko per le lingue mande. Nonostante il nome del sistema di scrittura contenga l'apostrofo, tale carattere è assente nel nome del blocco. Il blocco include cifre e segni diacritici. Alcuni segni di punteggiatura sono inclusi nel blocco Arabic.

## Tabella compatta di caratteri

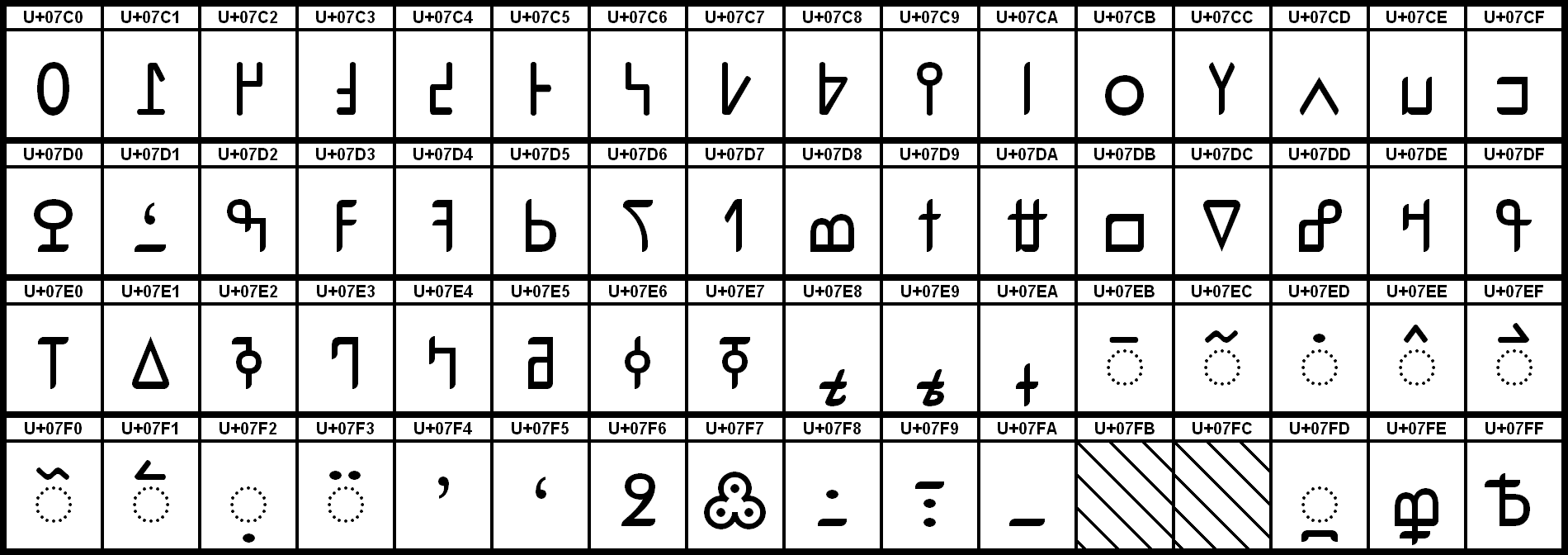
NKo

|     | 0 | 1 | 2 | 3 | 4 | 5 | 6 | 7 | 8 | 9 | A | B | C | D | E | F |
| --- | - | - | - | - | - | - | - | - | - | - | - | - | - | - | - | - |
| 07C | ߀ | ߁ | ߂ | ߃ | ߄ | ߅ | ߆ | ߇ | ߈ | ߉ | ߊ | ߋ | ߌ | ߍ | ߎ | ߏ |
| 07D | ߐ | ߑ | ߒ | ߓ | ߔ | ߕ | ߖ | ߗ | ߘ | ߙ | ߚ | ߛ | ߜ | ߝ | ߞ | ߟ |
| 07E | ߠ | ߡ | ߢ | ߣ | ߤ | ߥ | ߦ | ߧ | ߨ | ߩ | ߪ | ߫  | ߬  | ߭  | ߮  | ߯  |
| 07F | ߰  | ߱  | ߲  | ߳  | ߴ | ߵ | ߶ | ߷ | ߸ | ߹ | ߺ |   |   | ߽  | ߾ | ߿ |